# Country Songs for City Folks
Country Songs for City Folks (kasnije 1969. prepakiran i preimenovan u All Country), studijski je album američkog rock glazbenika Jerryja Lee Lewisa, koji izlazi 1965.g. Album nije dobro prihvaćen i pripisuje se Jerryjevom "lošem vremenu", koje ga je tada pratilo. Između njegovih 1950-ih, kada se proslavio i nekoliko godina kasnije, kada je skoro bio medijski zaboravljen radi skandala oko ženidbe, nakon toga povratak kao country zvijezda i onda nanovo povratak na rock and roll, Country Songs for City Folks je bio prosječan country album koji Jerryja prikazuje kao vrlo rječitog i divljeg svirača glasovira (iako je u nekim skladbama bio i smiren poput, "Wolverton Mountain"). Materijal sadrži jednu skladbu od Willia Nelsona "Funny How Time Slips Away", staru uspješnicu od Hanka Thompsona "The Wild Side of Life" i nekoliko pop orijentiranih skladbi "North to Alaska" (koju izvodi sa svojom sestrom Lindom Gail Lewis), "Walk Right In", "King of the Road" i jednu njegovu staru uspješnicu s Johnnyjem Cashom "Ring of Fire" (na kojoj Jerry zvuči zapanjujuće dobro).
Albumu izdaje diskografska kuća Smash Records, na njemu se nalazi dvanaest skladbi i njihov producent je Shelby S. Singleton, Jr.

## Popis pjesama

### A strana
1. A1 "Green Green Grass Of Home" (2:35)
2. A2 "Wolverton Mountain" (2:53)
3. A3 "Funny How Time Slips Away" (2:47)
4. A4 "North To Alaska" (1:55)
5. A5 "The Wild Side Of LIfe" (3:02)
6. A6 "Walk Right In" (2:05)

### B Strana
1. B1 "City Lights" (2:21)
2. B2 "Ring Of Fire" (2:11)
3. B3 "Detroit City" (2:42)
4. B4 "Crazy Arms" (2:23)
5. B5 "King Of The Road" (2:09)
6. B6 "Seasons Of My Heart" (3:55)

## Vanjske poveznice
- allmusic.com - Jerry Lee Lewis - Country Songs for City Folks
- discogs.com - Jerry Lee Lewis - Country Songs for City Folks